# Аугсбург
Аугсбург (нім. Augsburg) — місто в Швабії, Баварія, Німеччина, приблизно за 50 км на захід від столиці Баварії Мюнхена, на річці Лех (правій притоці Дунаю). Це університетське місто. Аугсбург є міським районом, де розташовані адміністративні установи Landkreis Augsburg. Це третє за величиною місто в Баварії (після Мюнхена та Нюрнберга) з населенням 300 000 жителів, та 885 000 у його агломерації.

Після Нойса, Тріра, Кельна та Ксантена Аугсбург є одним із найстаріших міст Німеччини, заснованим у 15 році до н. е. римлянами під назвою лат. Augusta Vindelicorum, названому так на честь римського імператора Августа.
Було вільним імперським містом в 1276—1803 роках і домівкою для патриціанських родин Фуггерів і Вельзерів, які домінували в європейській банківській справі в 16 столітті.
Згідно з Берінгером, у XVI столітті місто стало «панівним центром раннього капіталізму», отримавши вигоду від того, що було частиною мережі Kaiserliche Reichspost як «розташування найважливішої пошти в межах Священної Римської імперії» та мало тісний зв'язок з Максиміліаном I. Місто відіграло провідну роль у Реформації як місце Аугсбурзького віросповідання 1530 року та Аугсбурзького миру 1555 року.
Фуггерай, найстаріший комплекс соціального житла у світі, був заснований у 1513 році Якобом Фуггером.
У 2019 році ЮНЕСКО визнало систему управління водними ресурсами Аугсбурга об'єктом Світової спадщини через її унікальні середньовічні канали та водонапірні вежі та її свідчення розвитку гідротехніки.

## Географія
Аугсбург розкинувся на місці злиття альпійських річок Лех і Вертах, і на річці Зінгольд. Найстаріша частина міста та південні квартали розміщені на північному підніжжі високої тераси, між крутим краєм пагорбів Фрідберг на сході та високими пагорбами на заході. На півдні простягається Лехфельд, заливна рівнина післяльодовикового періоду між річками Лех і Вертах, де збереглися рідкісні первісні ландшафти.
Міський ліс Аугсбурга та верескові долини Лех сьогодні належать до найбільш багатих на види середовищ існування в Середній Європі.
Аугсбург межує з природним парком Аугсбург — Західний Ліс — великим лісовим масивом.
Саме місто також вкрите зеленню.
Як наслідок, у 1997 році Аугсбург став першим німецьким містом, яке виграло загальноєвропейський конкурс Entente Florale Europe на найзеленіше та найзручніше для життя місто Європи.

## Історія міста
Аугсбург — одне з найдавніших міст Німеччини, важливий університетський і регіональний центр Баварії. Розташоване при злитті гірських річок Вертах і Лех. Історія міста починається приблизно за 15 років до нашої ери, коли там постала римська військова колонія, що називалася Августа Вінделікорум (лат. Augusta Vindelicorum). Починаючи з VIII століття Аугсбург — резиденція єпископа. У 955 році єпископ Ульріх успішно оборонив місто від мадярів, яких пізніше в цьому ж році розгромив цісар Оттон I у бою біля річки Лех. У 1276 році Аугсбург став «вільним імперським містом» (нім. freie Reichsstadt) і утримував цей статус понад 500 років.
У XV—XVI століттях Аугсбург був визначним економічним і духовним центром. У часи лютеранської Реформації тут укладено (1555) так званий Аугсбурзький релігійний мир. Тридцятилітня війна знищила місто й зупинила його культурний та економічний розквіт. У 1806 році Аугсбург став частиною Баварського королівства. Під час Другої світової війни Аугсбург, як і інші важливі міста Німеччини, дуже постраждав від бомбардувань, у 1963 році його було відбудовано. Став столицею Швабії — провінції Баварії.
У 1970 році в місті був заснований Аугсбурзький університет.

## Табір переміщених осіб і українська спільнота
З 1945 до 1949 року в місті проживало 6000 українців. У той час та ще кілька років по тому в Аугсбурзі містилося Центральне представництво української еміграції (ЦПУЕ). В українських таборах переміщених осіб, переважно в Зомме-Казерне (нім. Somme-Kaserne), розвивалося українське культурне, наукове і суспільне життя: тут було організовано Українську вільну академію наук (УВАН), філію Українського вільного університету (УВУ), Український музей, Мистецький український рух, дві парафії, три церковні братства та 14 різних громадських організацій.
1946 року відновлено Спілку української молоді (СУМ), закладено Інститут живих мов, продовжено діяльність української Модржанської гімназії (діяла в Чехословаччині від 1923 до 1944). У таборах діяли дитячі садки, українські народні школи, фахові школи й курси, два хори, оркестр, балет і різні гуртки самодіяльності. Від 1948 до 1950 тут містилися Українська національна рада і керівництво деяких політичних партій. Видавалися табірні газети та журнали, які друкувалися спочатку циклостилевим способом, а від 1946 також з використанням друкарської техніки.
У Зомме-Казерне часто відбувалися різні регіональні й крайові конференції та з'їзди — як-от 1-й з'їзд Об'єднаних українських жінок (ОУЖ) (15—16 грудня 1945 року), 1-ше засідання Головної ради ЦПУЕ (4-7 березня 1949). Видрукувано кілька десятків книжок різного жанру й ілюстровано журнал «Пу-Гу». 1949 року табори переведено з Аугсбурга до Лайпгайма. Деякі інституції продовжували свою діяльність у Лайпгаймі та Мюнхені.
У таборах та приватно в Аугсбурзі жило кілька десятків визначних культурних і політичних діячів та відомих письменників: У. Самчук, Ю. Шерех, Ю. Косач, М. Орест-Зеров, В. Державин, Л. Полтава, В. Барка, Т. Осьмачка, Д. Дорошенко. Нині в Аугсбурзі діє німецький інститут Буковини, який у 2000 році видав підручник з української мови для німців. Живуть донька отамана Остряниці (ад'ютанта гетьмана П. Скоропадського) — графиня фон Остряниця, архітектор В. Дахно.
16 березня 1947 року аугсбурзькі українці брали участь у художній Олімпіаді серед мешканців декількох таборів переміщених осіб в Розенгаймі. Змагання відбувались між співаками й танцюристами трьох національних громад — єврейської, литовської та української.

## Клімат
| Клімат Аугсбурга                           | Клімат Аугсбурга | Клімат Аугсбурга | Клімат Аугсбурга | Клімат Аугсбурга | Клімат Аугсбурга | Клімат Аугсбурга | Клімат Аугсбурга | Клімат Аугсбурга | Клімат Аугсбурга | Клімат Аугсбурга | Клімат Аугсбурга | Клімат Аугсбурга | Клімат Аугсбурга |
| Показник                                   | Січ.             | Лют.             | Бер.             | Квіт.            | Трав.            | Черв.            | Лип.             | Серп.            | Вер.             | Жовт.            | Лист.            | Груд.            | Рік              |
| Середній максимум, °C                      | 2,3              | 4,1              | 8,9              | 13,6             | 18,5             | 21,4             | 23,8             | 23,5             | 18,8             | 13,4             | 6,6              | 3,1              | 13,2             |
| Середня температура, °C                    | −0,8             | 0,2              | 4,4              | 8,2              | 13,0             | 15,9             | 18,1             | 17,7             | 13,6             | 9,1              | 3,5              | 0,3              | 8,6              |
| Середній мінімум, °C                       | −3,9             | −3,7             | −0,2             | 2,7              | 7,3              | 10,5             | 12,3             | 11,9             | 8,3              | 4,8              | 0,3              | −2,5             | 4,0              |
| Середня кількість сонячних годин на місяць | 64,1             | 90,1             | 127,3            | 173,8            | 211,8            | 218,1            | 240,1            | 223,2            | 159,3            | 107,9            | 59,1             | 48,7             |                  |
| ------------------------------------------ | ---------------- | ---------------- | ---------------- | ---------------- | ---------------- | ---------------- | ---------------- | ---------------- | ---------------- | ---------------- | ---------------- | ---------------- | ---------------- |

## Визначні пам'ятки

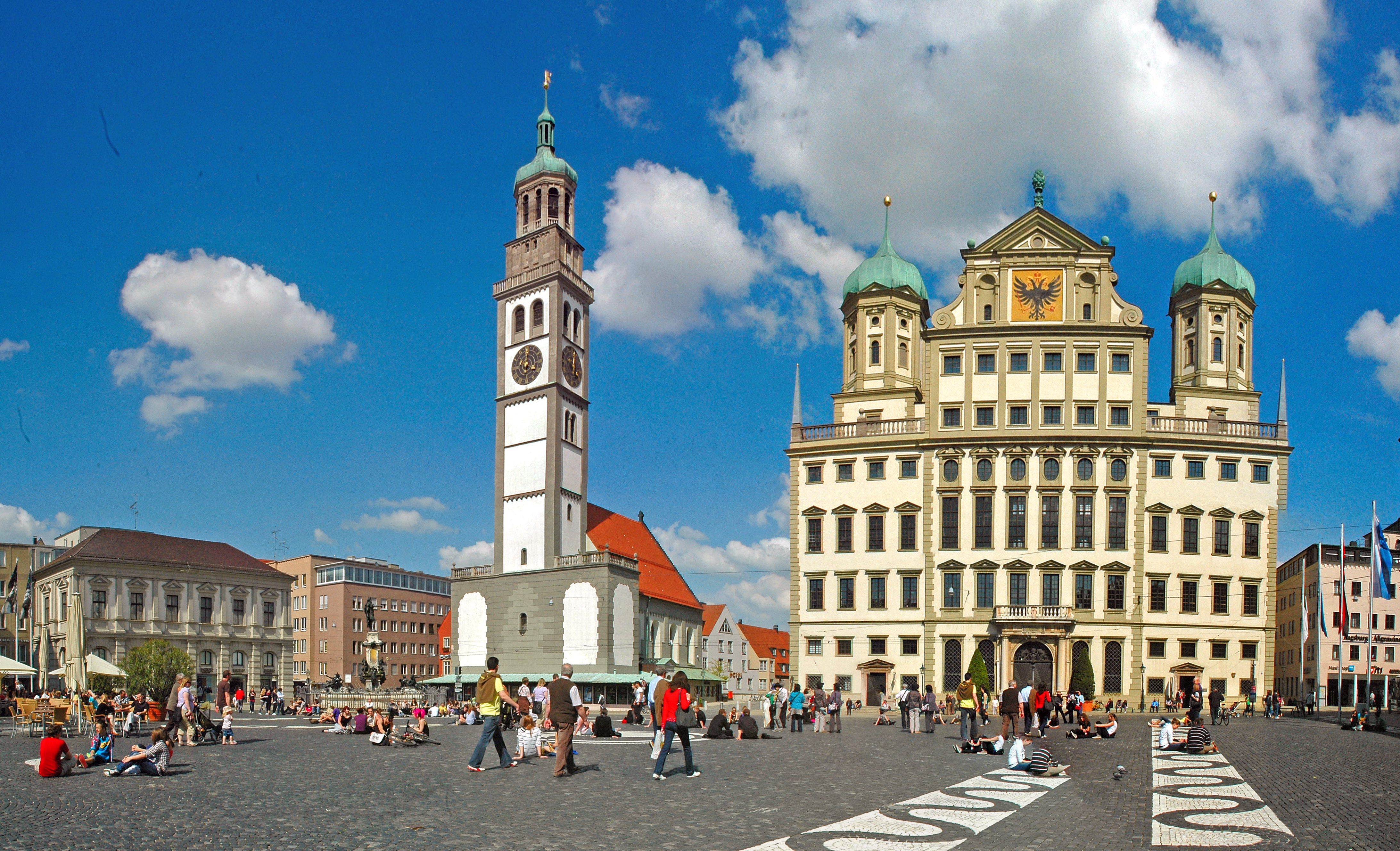
Ратуша Аугсбурга та Перлахтурм (ліворуч)

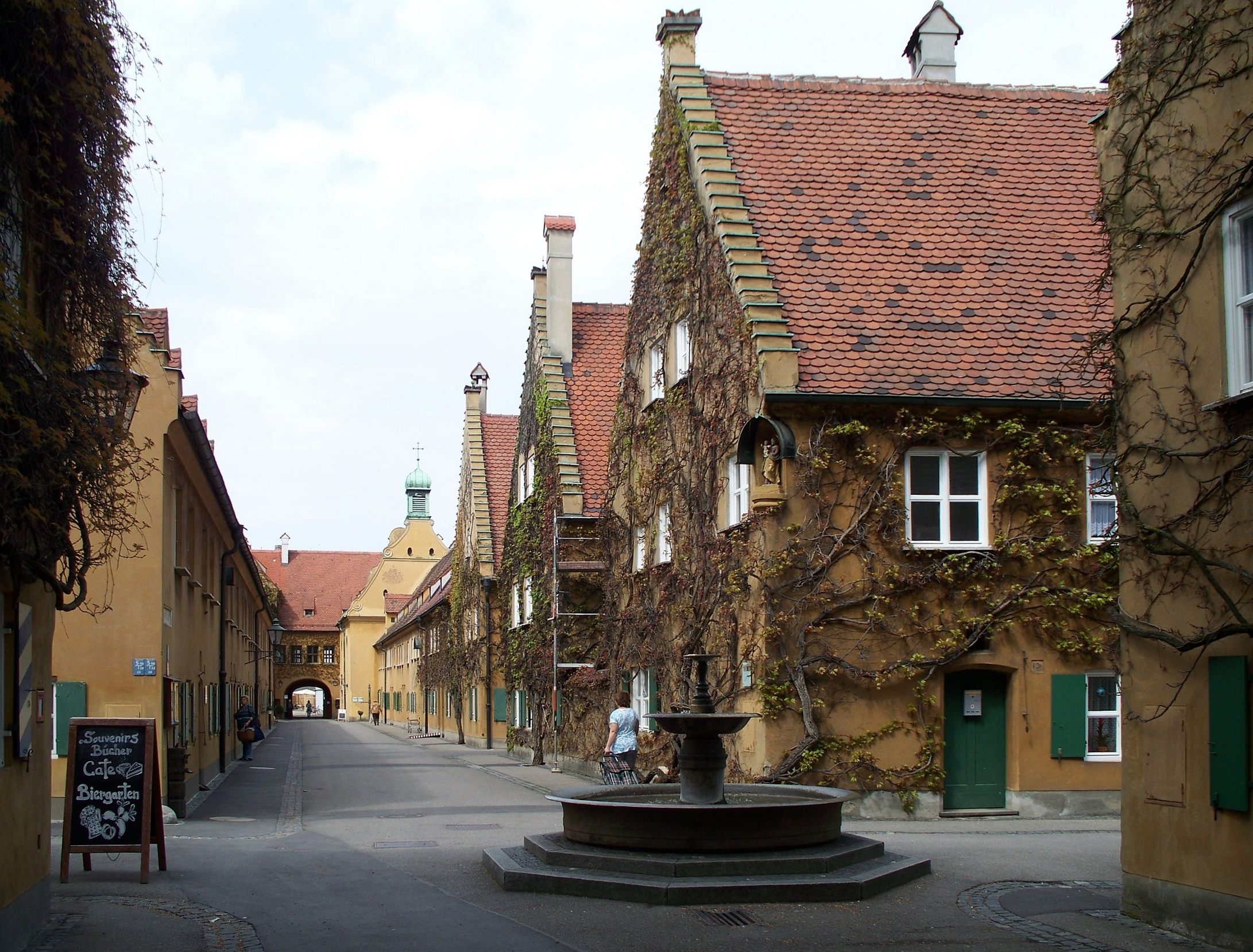
Фуггерай

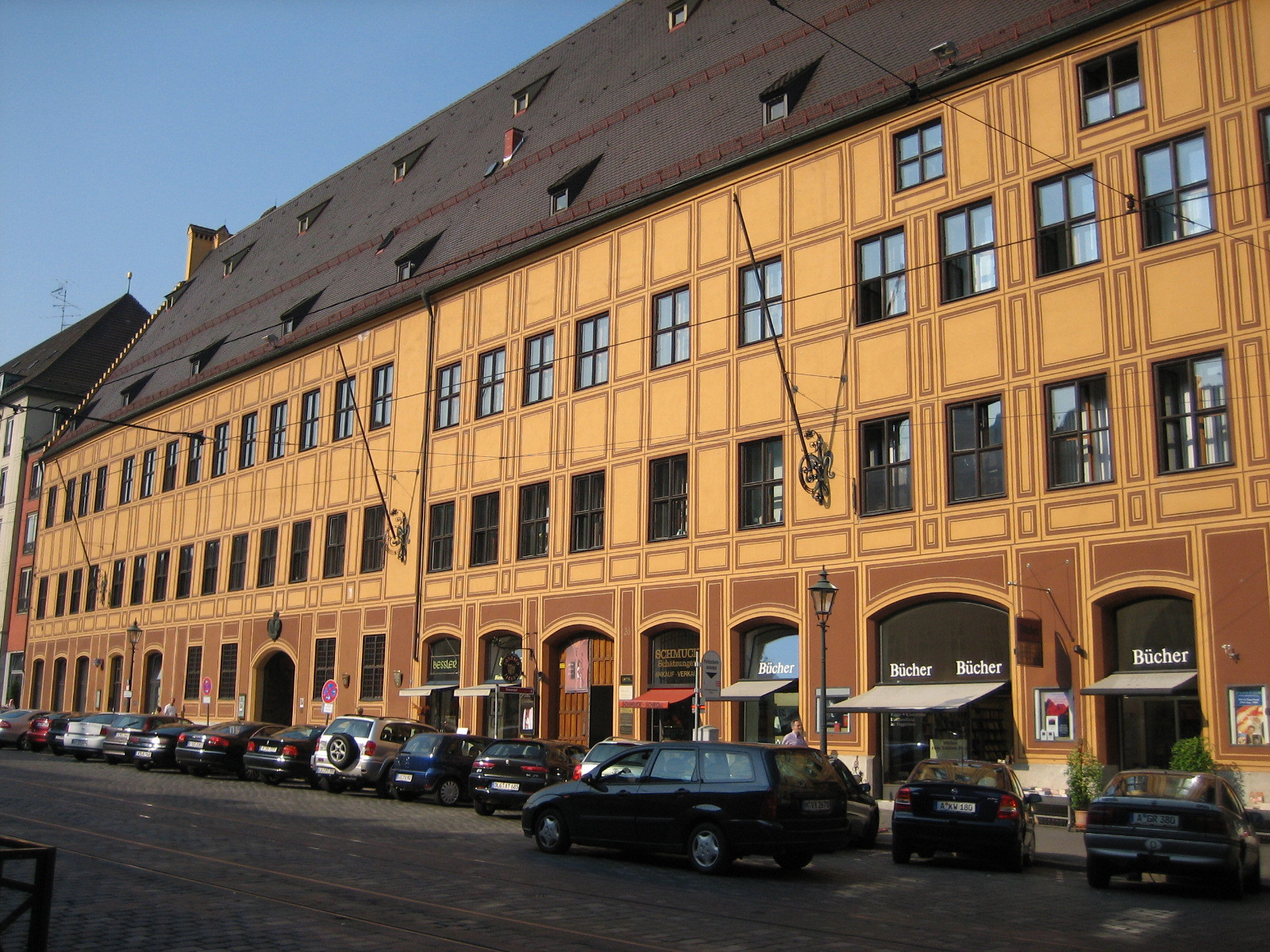
Міський палац Фуггера

- Ратуша[en], побудована в 1620 році в стилі ренесансу разом з Гольденер-Заль[en];
- Перлахтурм[en] , дзвіниця, побудована в 989 році;
- Фуггерай[en], найстаріший у світі житловий масив соціального призначення, заселений з 1523 року;
- Фуггеройзер[en] (Будинки Фуггерів), відреставровані ренесансні палацові будинки банківської родини Фуггерів;
- Єпископська резиденція, побудована приблизно в 1750 році, щоб замінити старий єпископський палац; сьогодні адміністративний центр Швабії
- Аугсбурзький собор[en], заснований у ІХ ст;
- Церква Св. Анни[en], середньовічна церковна будівля, яка спочатку була частиною монастиря, побудованого в 1321 році;
- Сирійська православна церква Святої Марії на Зусамштрассе в Леххаузені, побудована в 1998 році ассирійцями;
- Аугсбурзька синагога, одна з небагатьох німецьких синагог, які пережили війну, зараз відреставрована та відкрита з єврейським музеєм всередині;
- Аугсбурзький музей текстилю та промисловості[en] — організовує свої експозиції під заголовками Mensch-Maschine-Muster-Mode;
- Шецлерпалайс[en], особняк у стилі рококо (1765), де зараз розташований великий художній музей;
- Св. Ульріха та Св. Афри[en] — одна церква є римо-католицькою, інша — лютеранською; ця подвійність є результатом Аугсбурзького миру, укладеного 1555 року між католиками та протестантами;
- Будинок Моцарта в Аугсбурзі (де народився батько композитора Леопольд Моцарт і Моцарт відвідував його кілька разів);
- Аугсбурзький ляльковий театр[en];
- Сходи Лютера, музей, розташований у церкві, який показує життя Мартіна Лютера та різні кімнати. (вхід вільний);
- Аугсбурзький льодовиковий канал[en], перше у світі штучне катання на буйвері (місце проведення змагань на буйвері під час Олімпіади в Мюнхені 1972 року);
- Вежа готелю Дорінт  в Конгрес-холлі Аугсбурга[en];
- Будинок дитинства Бертольда Брехта;
- Аугсбурзький ботанічний сад[en];
- Музей Максиміліана[en];
- Аугсбурзьке локомотивне депо[en], де розташовано 29 історичні локомотиви, ковальська майстерня, історична стайня
- 3 чудові фонтани епохи Відродження, фонтан Августа, фонтан Меркурія та фонтан Геркулеса з 15 століття, побудовані до 1500-річчя заснування міста
- Музей мистецтв Вальтера в Glas Palast;
- Римський музей розташований у колишньому монастирі Св. Магдалини. У грудні 2012 року церкву закрили через загрозу обвалу. У 2015 році в Цойгаузі відкрилася виставка, яка на невизначений термін замінить музей. Ремонтні роботи тривають, і церква буде закрита до подальшого повідомлення.[7];
- Середньовічні канали, які використовувалися для роботи численних промислових підприємств, виробництва середньовічної зброї, срібних виробів, каналізації та водопостачання;

## Населення
- 1957 — 202,5 тис.
- 2004 — 276,2 тис.
- 2006 — 269,45 тис.

## Транспорт

### Дороги
Основною дорогою є автобан А8 між Мюнхеном і Штутгартом.

### Громадський транспорт
Місто обслуговує сім залізничних ліній Regionalbahn, п'ять — трамвайних, 27 маршрутів міських автобусів і 6 нічних автобусів, а також кілька компаній таксі.
Трамвайна мережа Аугсбурга на початок 2020-х становила 35,5 км після відкриття нових ліній до університету (1996 року), північної межі міста (2001) та до аугсбурзької лікарні (2002). Трамвайна лінія 6 завдовжки 5,2 км прямує від Фрідберг-Західний до Центрального вокзалу, відкрита у грудні 2010 року
.

### Міжміський автобус
В Аугсбурзі є одна станція міжміських автобусів: Аугсбург-Північний, розташована на півночі міста.

### Залізниця

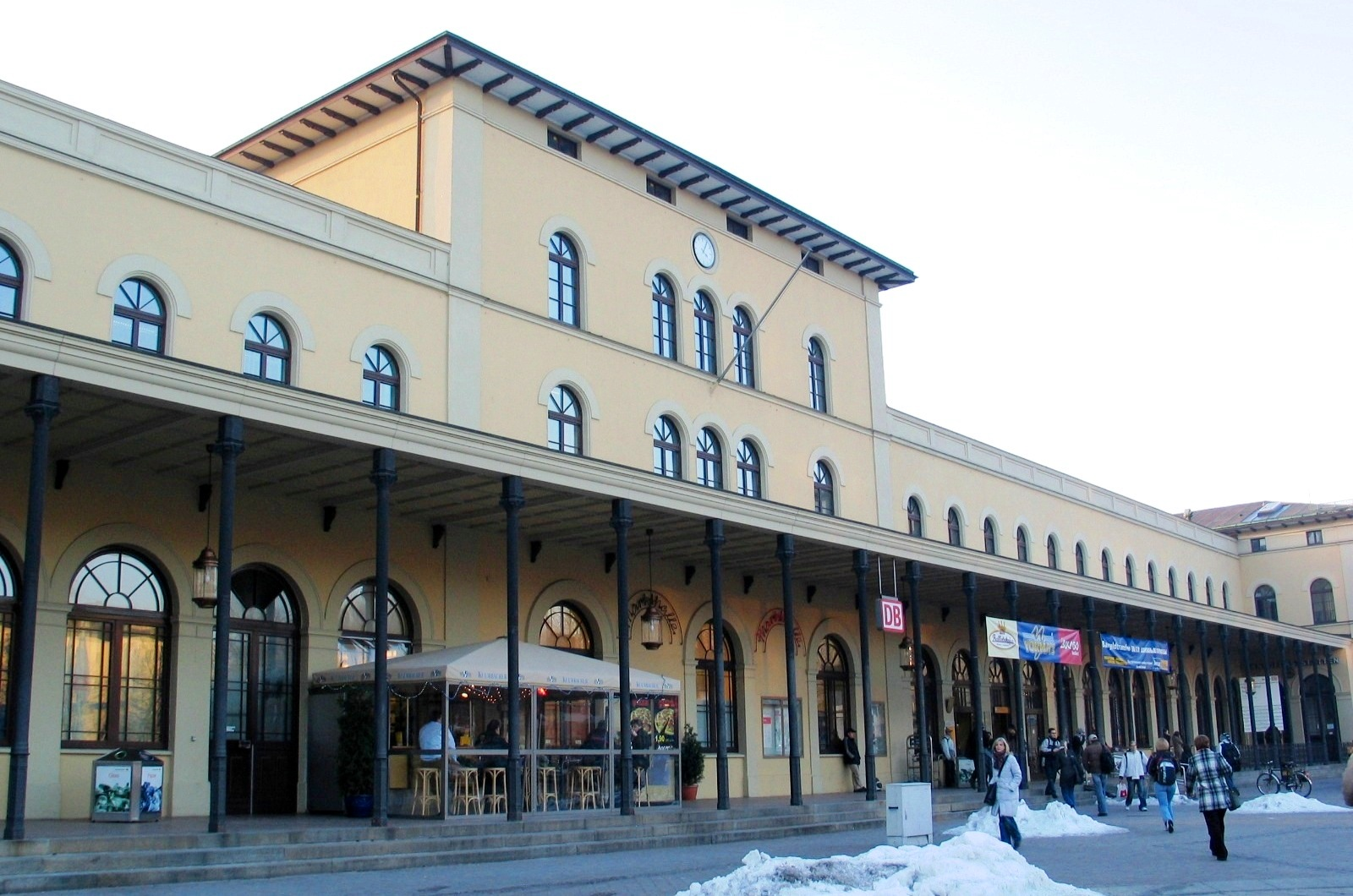
Фасад вокзалу

Аугсбург має сім станцій: Аугсбург-Головний, Аугсбург-Гохцолль, Аугсбург-Обераузен, Аугсбург-Гаунстеттерштрасе, Аугсбург-Морелльштрасе, Аугсбург-Мессе та Аугсбург-Іннінген.
Центральний вокзал, побудований в 1843—1846 роках, є найстарішим головним вокзалом Німеччини у великому місті, який досі надає послуги в оригінальній будівлі.
Зараз його модернізують, а під ним будують підземну трамвайну станцію.
Аугсбург-Центральний знаходиться на лініях Мюнхен–Аугсбург і Ульм–Аугсбург і сполучений послугами ICE та IC, із Мюнхеном, Берлін, Дортмунд, Франкфурт, Гамбург і Штутгарт.
Станом на грудень 2007 року французький TGV сполучив Аугсбург прямим високошвидкісним сполученням з Парижем.
Крім того, EuroCity та нічні потяги сполучають з Амстердамом, Парижем і Віднем, і сполучення буде значно покращено завдяки створенню запланованої магістралі для Європи.

## Музеї Аугсбурга
- Галерея німецького бароко

## Відомі люди

### Народилися
- Ульріх Апт Старший (1460—1532) — німецький художник епохи Пізнього Середньовіччя.
- Еліас Бек (1679—1747) — німецький гравер, живописець, картограф.
- Бертольт Брехт (1898—1956) — німецький драматург і поет, який отримав міжнародне визнання своєї творчості. Його вважають засновником епічного («діалектичного») театру.
- Фріц Відеман (1891—1970) — німецький офіцер, згодом дипломат.
- Герман Гефле (1898—1947) — німецький офіцер, обергрупенфюрер НСКК і СС, генерал поліції та військ СС.
- Йоганн Йозеф Мост (1846—1906) — німецько-американський анархіст і оратор.
- Леопольд Моцарт (1719—1787) — австрійський скрипаль, композитор. Батько й учитель Вольфганга Амадея Моцарта; помер тут.
- Альфред Фікенчер (1888—1979) — німецький військовий медик.
- Бернд Шустер (* 1959) — німецький футболіст, тренер, очолював донецький «Шахтар».
- Йозеф фон Вертгеймер (1800—1887) — австрійський письменник, публіцист, видавець, філантроп і громадський діяч.

## Галерея

Аугсбург
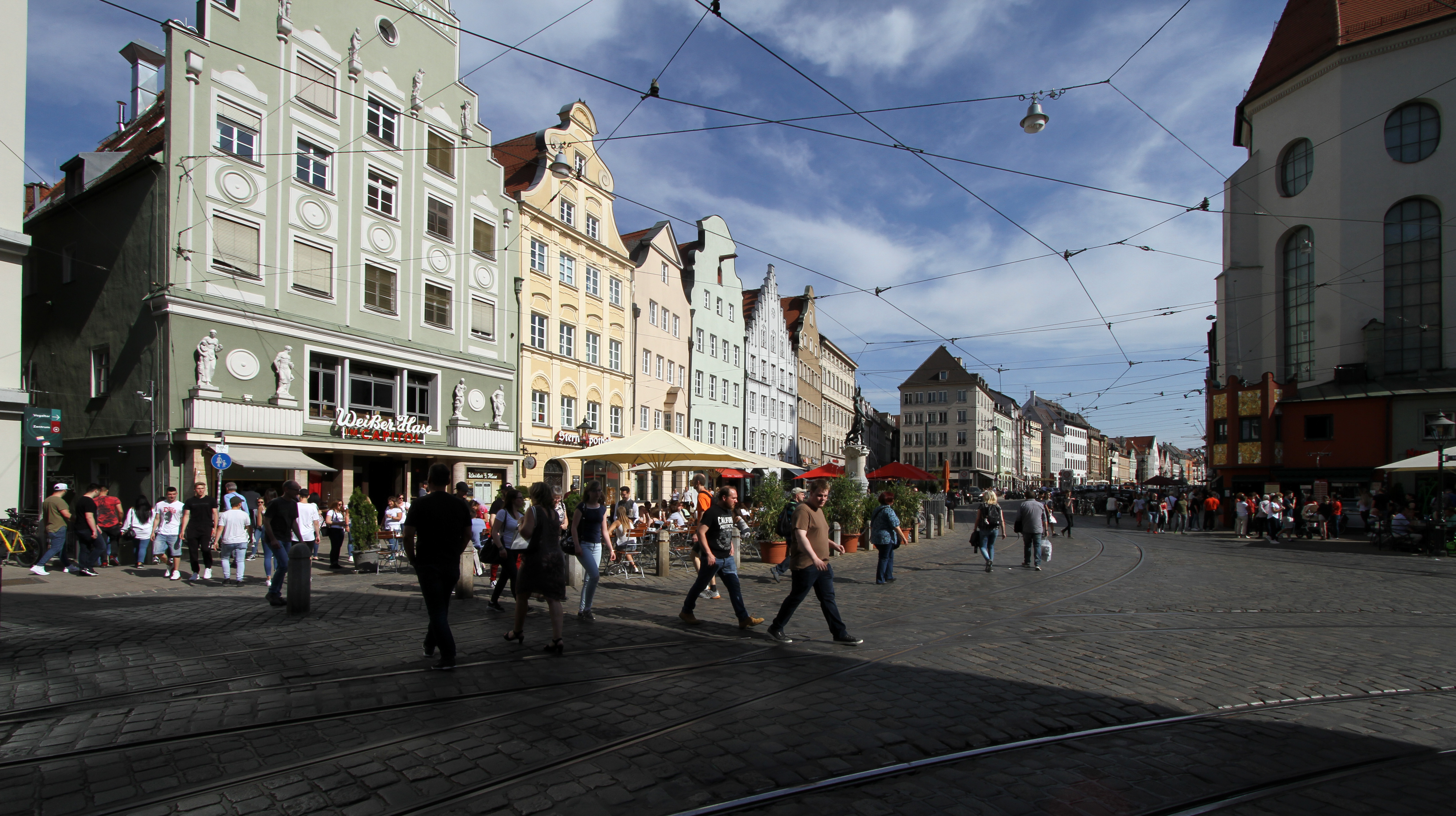
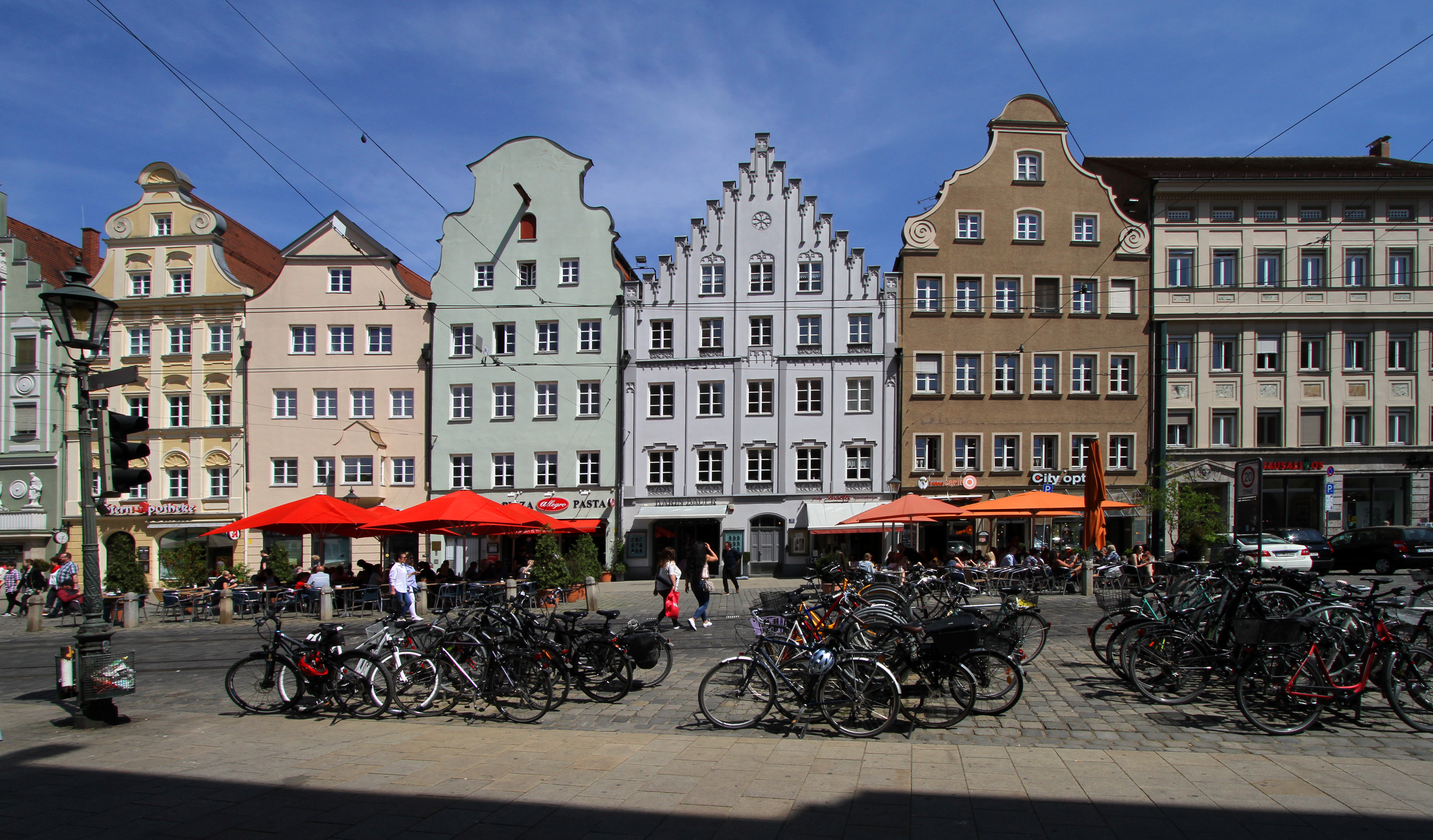
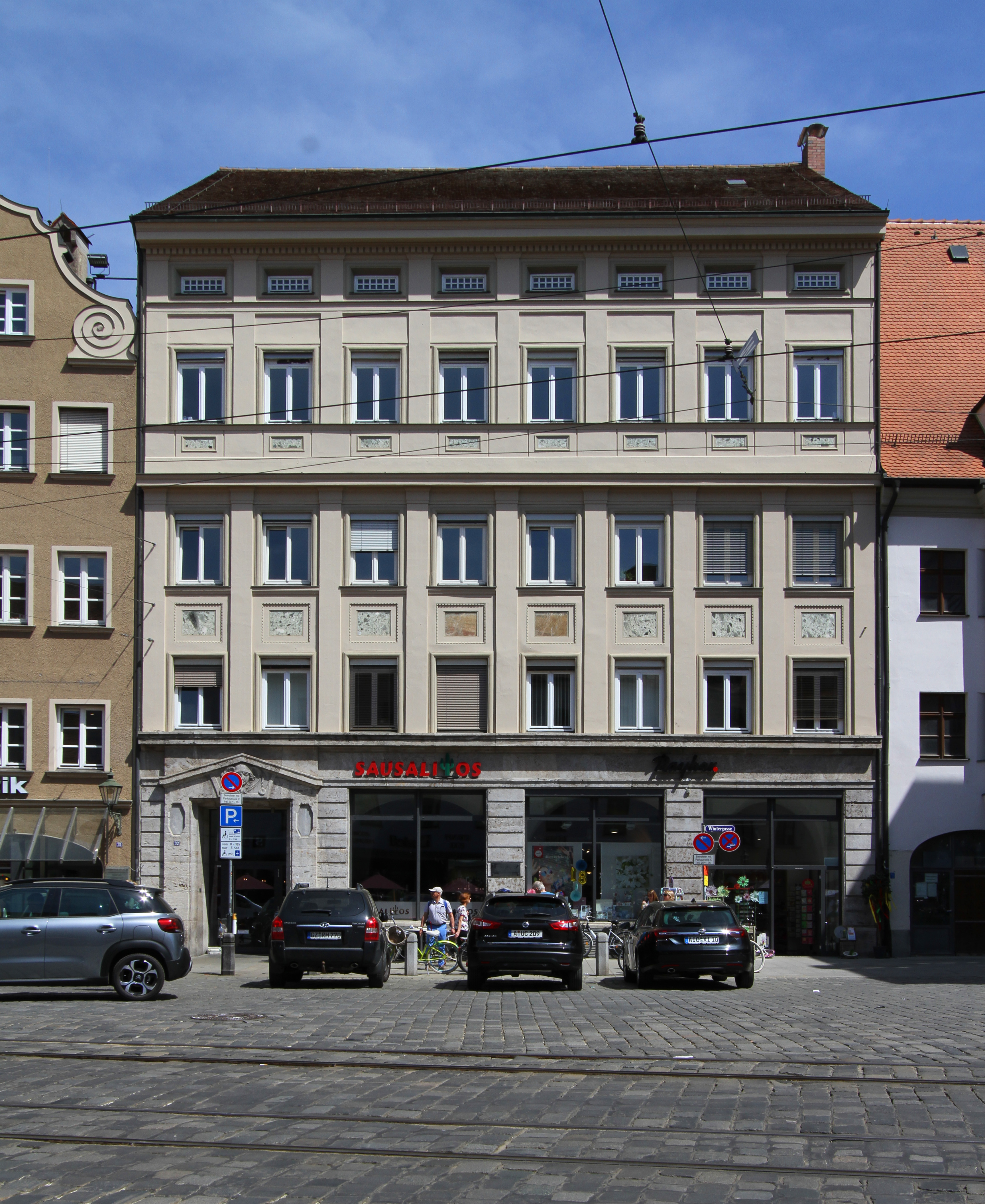
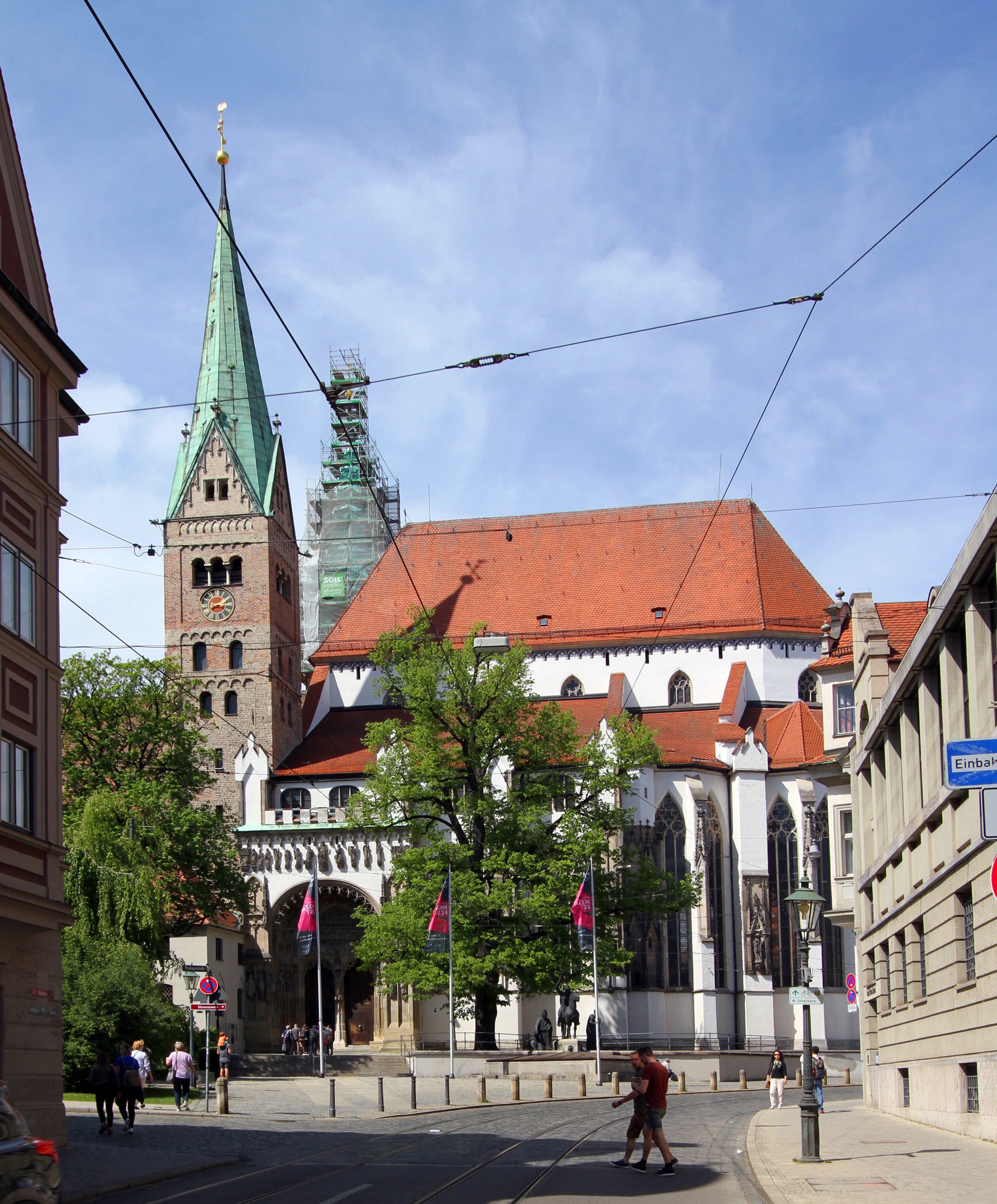
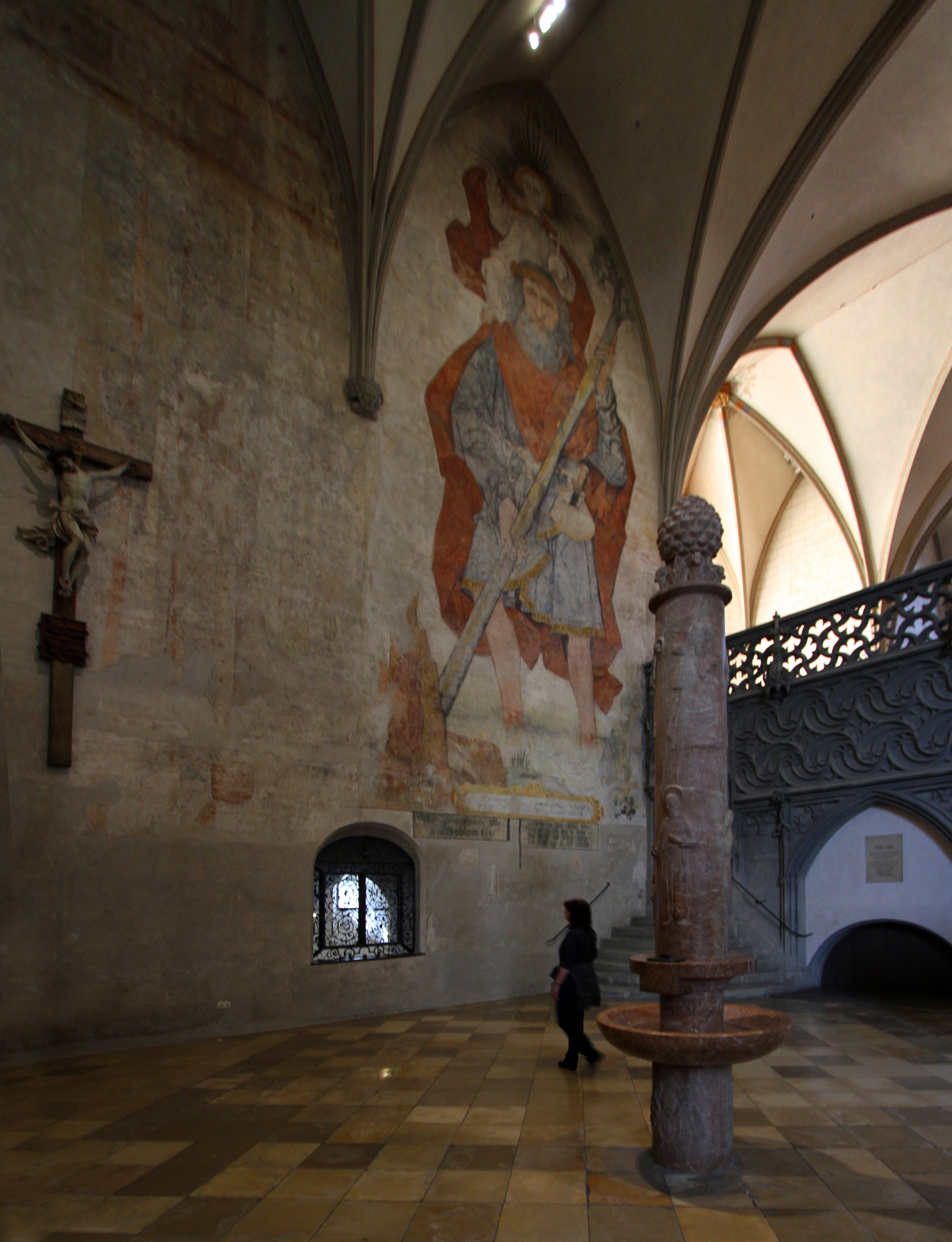
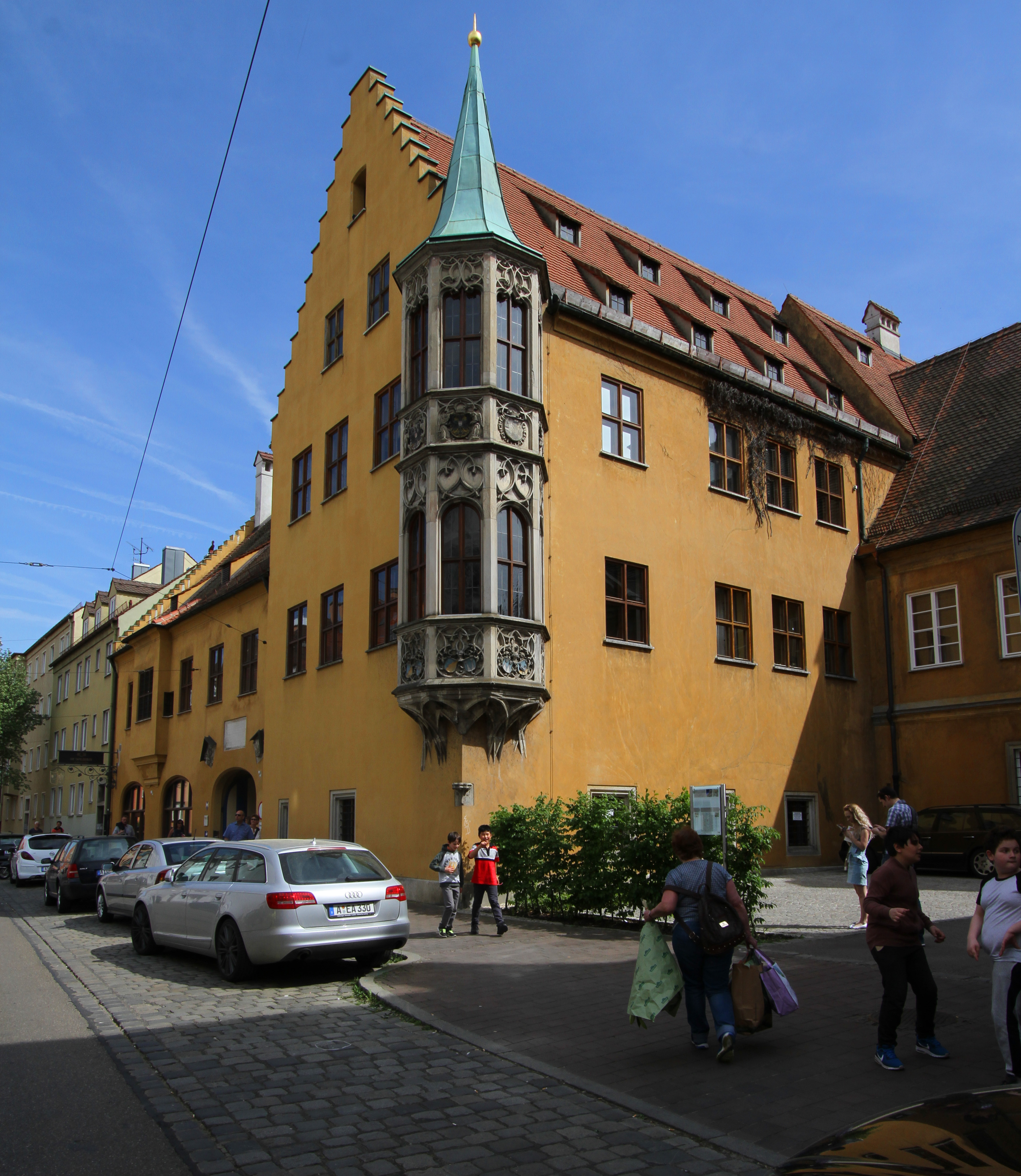
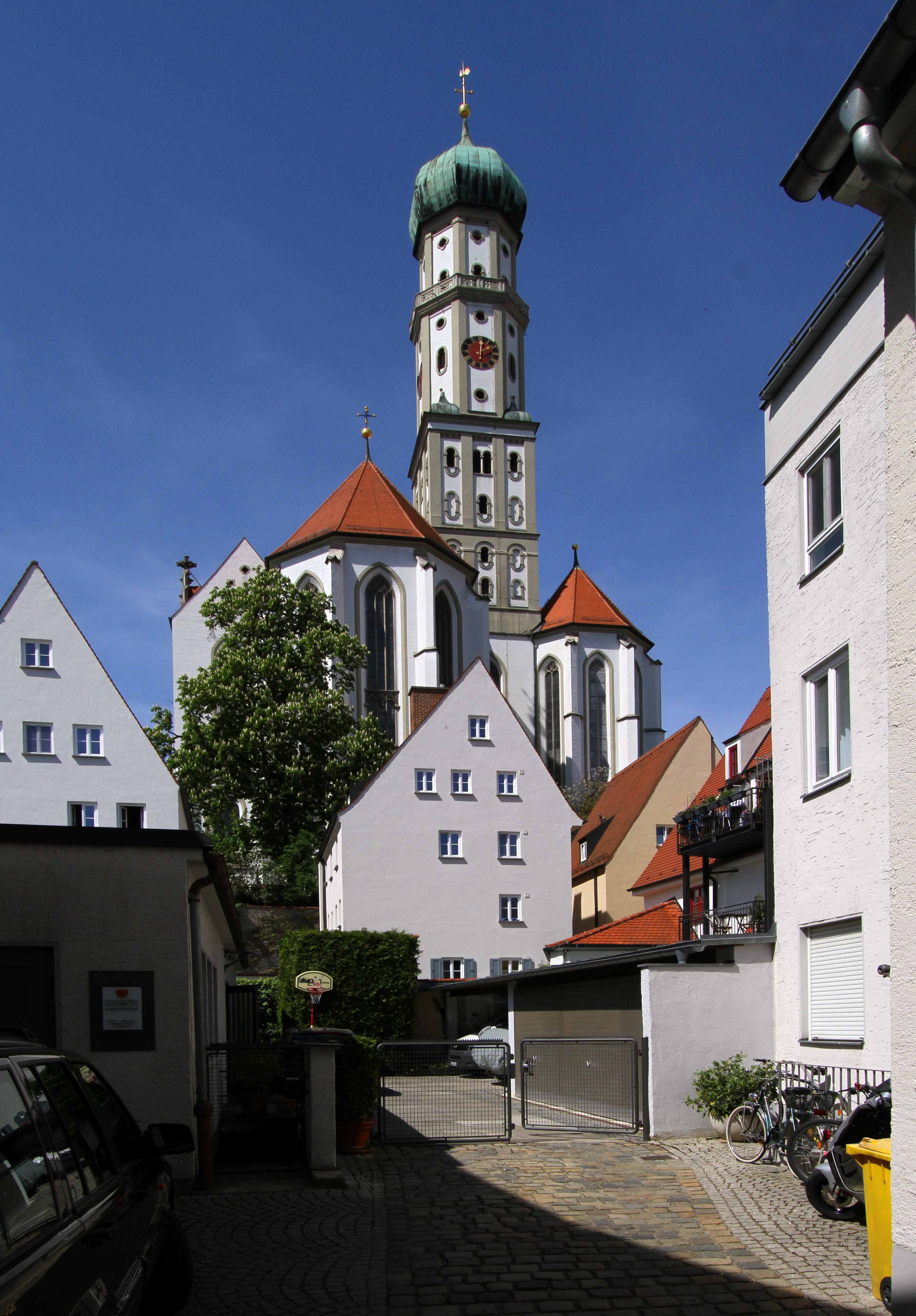
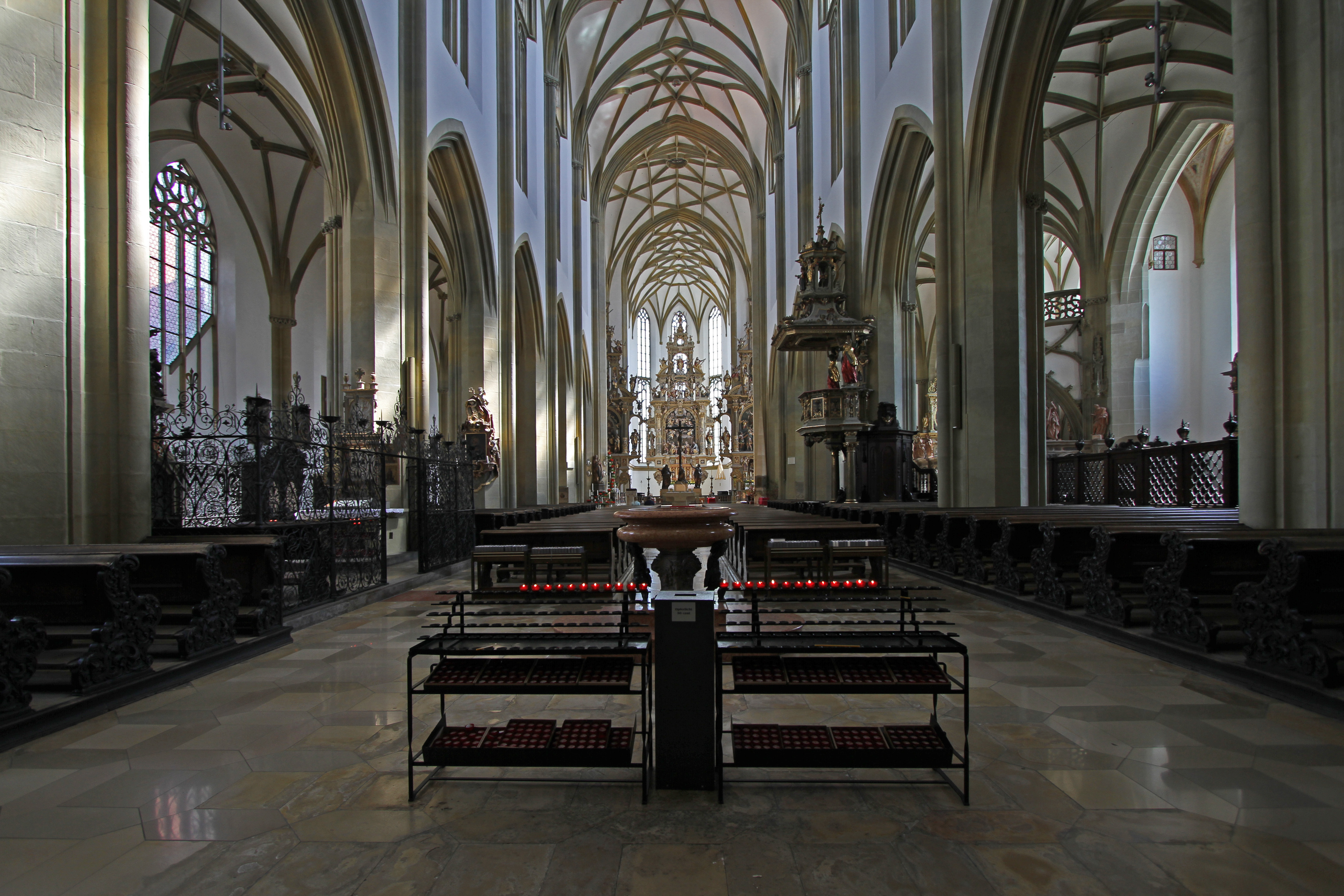
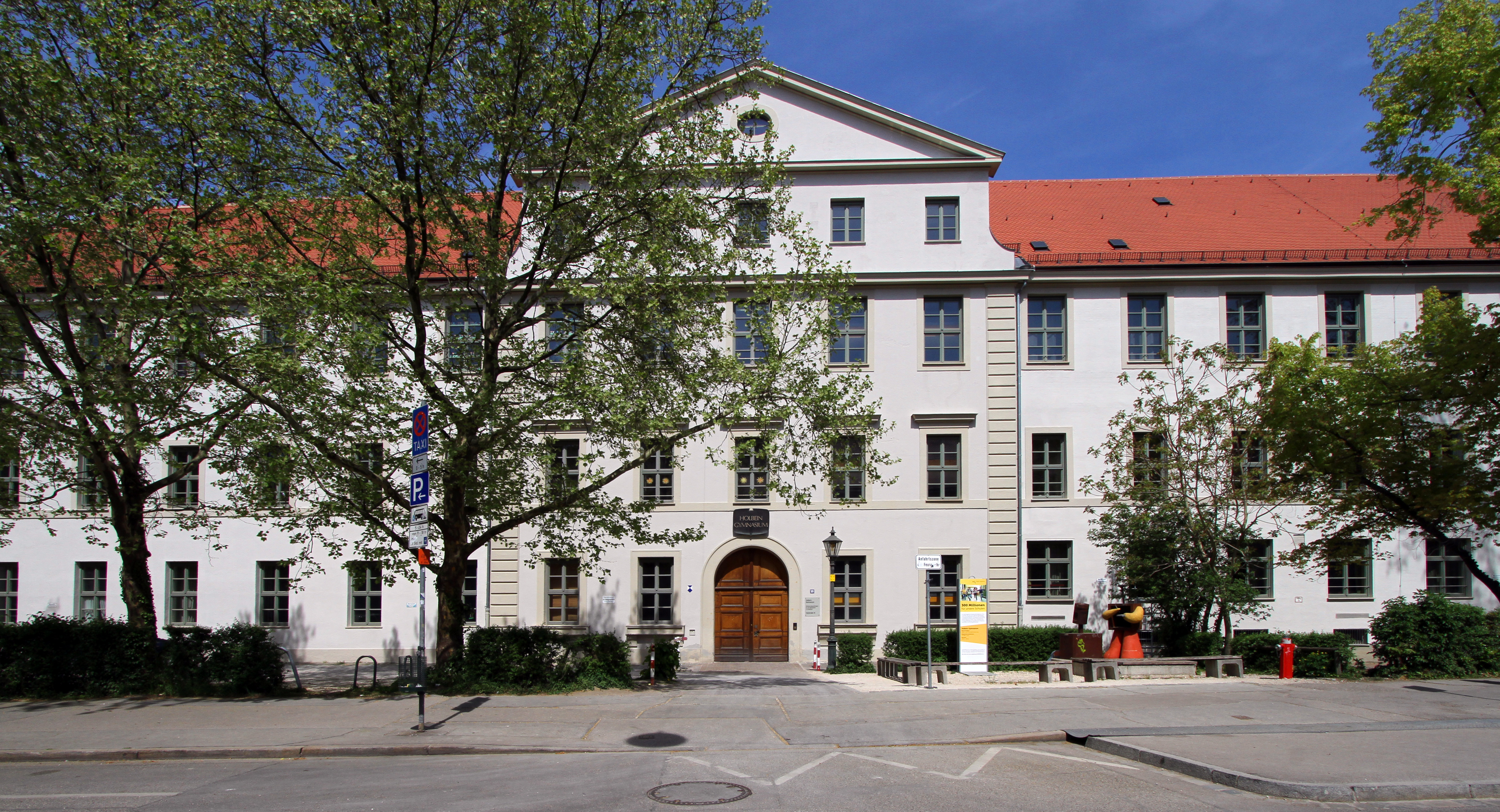
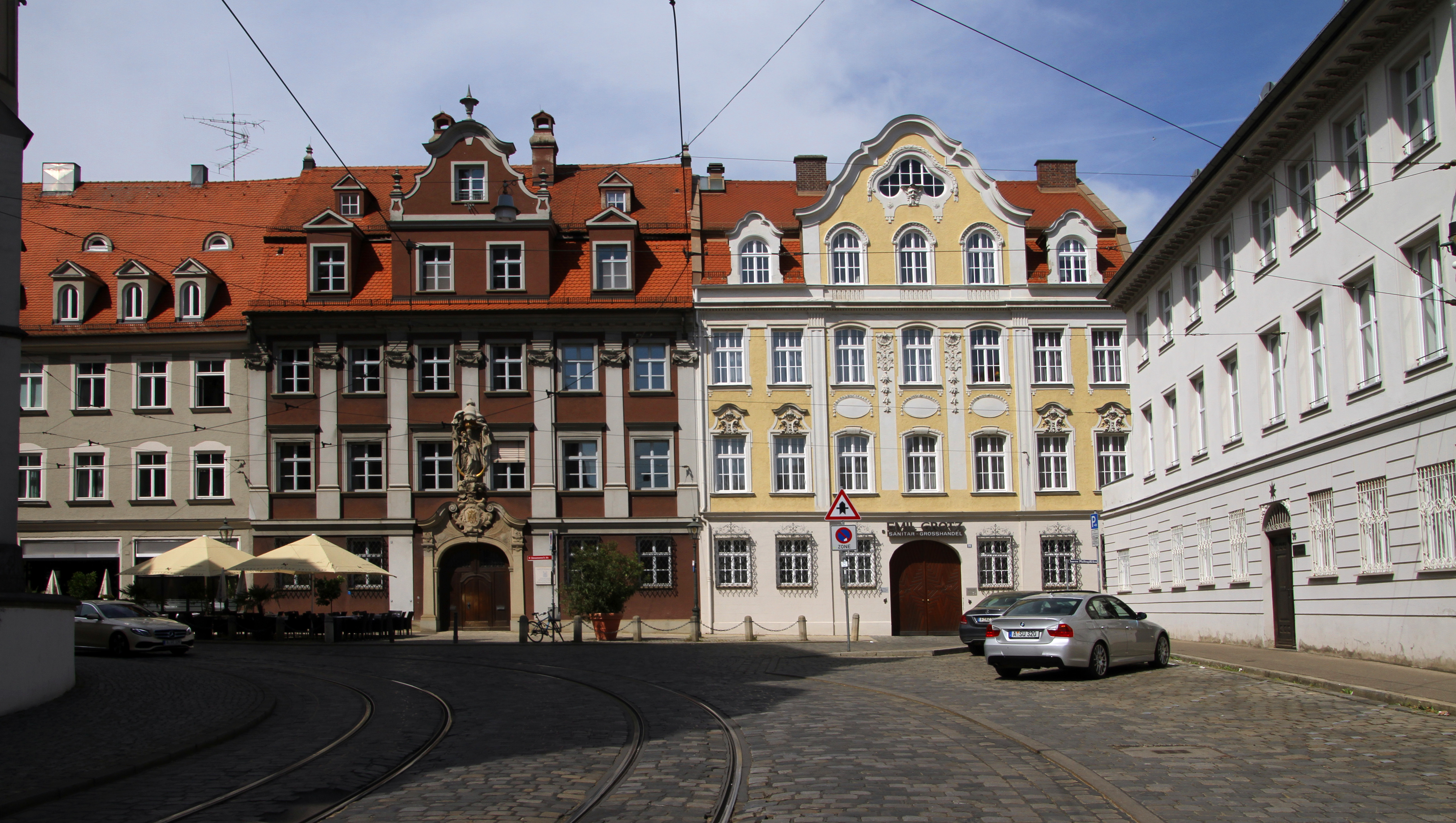